# Bardocz család

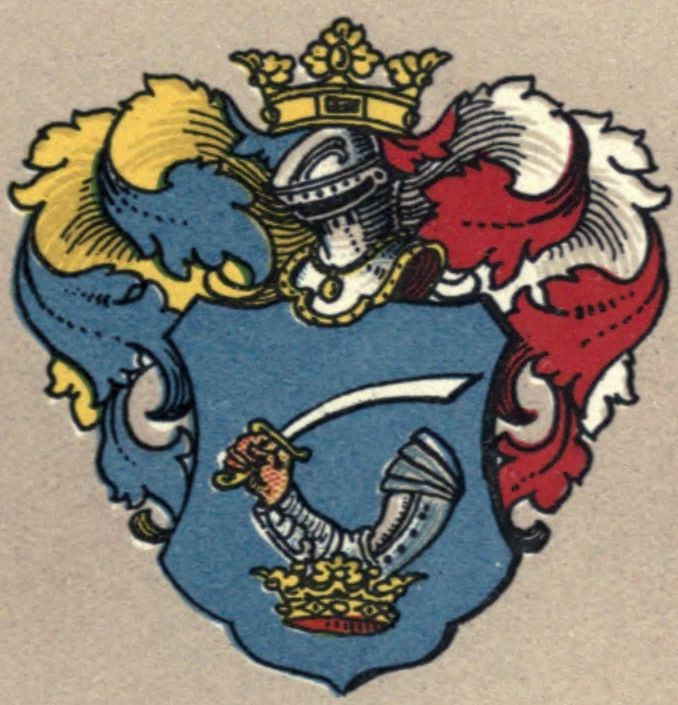
A vasi Bardócz ág címere

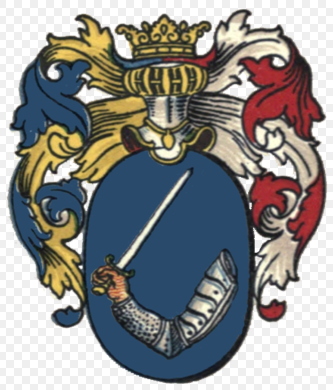
A nagybaczoni Bardócz ág címere

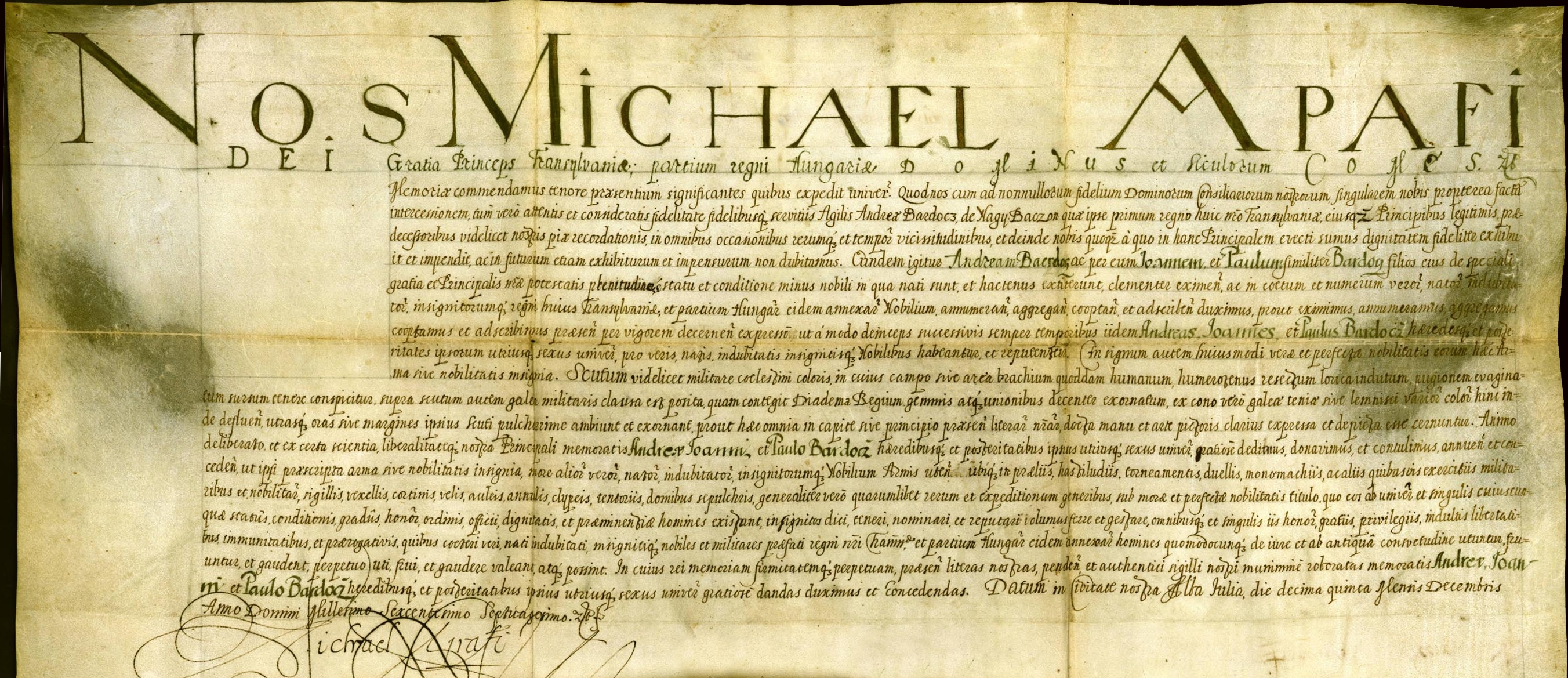
A nagybaconi Bardocz ág nemesi oklevele Apafi Mihálytól 1670-ből

Bardocz, a Wikiszótár szerint Bartucz, családnév. 1854-ben megjelent munkájában Kőváry László utal rá, hogy e családnévvel több család is ismeretes, de nincs arról információja, hogy a nevet viselő családok egy eredetre vezethetőek-e vissza. Változatok: Bardocz; Bardócz; Bardoczi; Bardóczi; Bartuc; Bartúcz; Bartúc; Bartusz; Bartócz; Bardóc.

## A család története
Székely eredetű régi család, valószínűleg az Udvarhely megyei Bardoc község volt a bölcsője, ahonnan először Nagybaconba, onnan Futásfalvára és Szászfaluba telepedtek.[forrás?] Őseikül Bardocz Mihályt és nejét, Rohmany Katalint tekinthetjük, akik 1554-ben éltek; fiaik: János, Sigmond (Zsigmond), Mihály és György. A futásfalvi Bardoczok 1650. március 24-én nyertek nemességet II. Rákóczi Györgytől, a nagybaconi Bardoczok pedig Apafi Mihálytól kapták a nemesi oklevelet 1670-ben.
1602-ben még Bardoczi név alatt ismeretesek; Nagybaconban Bardoczi István, Futásfalvára Bardoczi János és Szászfaluban Bardoczi Jakab vannak feljegyezve mint akiket Giorgio Basta főgenerális a császár és király hűségére esketett.
1614-ben Nagybaconban Bardocz János, mint pixidárius (székely nemesek harmadik rendje; gyalogos katona), Futásfalván Bardocz Pál és János primipilusok (lovas katona, lovon hadba vonuló székely köznemes) és Szászfaluban Bardocz Jakab pixidárius neve szerepel.
1635-ben Nagybaconban Bardocz János már nem élt, utódja nem maradt, így örökségébe öccse Pál lépett. Futásfalván Bardocz Péter, mint esküdt primilius, unokája János; Szászfaluban Bardocz Jakab fia András és Bardocz György fia István vannak feljegyezve.

## A család ismert tagjai
Bardocz László 1848/49-ben, mint székelyhuszár harcolt. Fia,  Bardocz Lajos (dr.), 1832. augusztus 9-én született és 1863-ban ügyvédi oklevelet szerzett, később a kassai jogakadémia tanára, jeles író, akinek munkássága előkelő helyet szerzett, munkáinak száma egy kis könyvtár anyagával ér fel. Két pályamunkájával: a Felfedezések és tanulmányok története és A mechanika alapvonalai akadémiai díjat nyert. Életrajzi adatai az Egyetemes magyar enciklopédiában találhatók, ahol munkásságát is méltatják. 1899-ben halt meg.
Bardocz Dénes római katolikus lelkész, 1856-ban Szentivánlaborfalván,  1870-ben Székelyhodoson,  1873-ban Kajántón szolgált.
Bardocz Márton 1816-ban Sepsibaconban (Nagybacon része) született, és 1867. május 16-án hunyt el Sepsiszentgyörgyön. Apja Bardocz Mózes vagyontalan. 1848. január 11-én nősült, felesége Molnár Borbála.  A kézdivásárhelyi Katonai Nevelőintézetben végzett, 1834-ben közvitéz, majd 1837-ben őrmester a 15.2-es Székely Határőrezrednél. 1848/49 fordulóján a Háromszéket védő seregben szolgált. 1849 májusától százados az 5. Székely Határvéd zászlóaljban. A kiegyezéskor dulló biztossá választották.
Bardotz Dániel 1824. körül született. A Váradi-féle összeesküvésben való részvétele miatt 1854. május 4-én tizenöt évi sáncmunkára ítélték.
Bardocz Barna ötvösművész. Nagybaconban született 1946. október 10-én. Tanulmányait Marosvásárhelyen, majd a budapesti iparművészeti főiskolán végezte. 62 évet élt, a nagybaconi temetőben nyugszik. Munkájának egy darabját: egy úrvacsorai aranykelyhet a nagybaconi református egyházközségnek adományozta.

## A második világháború áldozatai
Bardocz Vilmos honvéd. 1914. április 25-én született Vinczi Juliánna fiaként. A 27/1 gyalogzászlóaljjal küzdött a keleti harctéren. 1944. augusztus 17-én szilánktól megsebesült Jamnánál, beszállították a 2-es hegy dandárdi egészségügyi oszlopához.
A nagybaconi második világháborús emlékművön az áldozatok nevei találhatóak, köztük Bardocz Álmos, Bardocz Árpád, Bardocz A. Béla, Bardócz S. Efraim, Bardócz Ferenc, Bardócz László.